# Quyền LGBT ở Serbia
Quyền đồng tính nữ, đồng tính nam, song tính và chuyển giới ở Serbia có thể phải đối mặt với những thách thức pháp lý mà những người không phải là LGBT không gặp phải. Cả nam và nữ hoạt động tình dục đồng giới đều hợp pháp ở Serbia, và phân biệt đối xử trên cơ sở khuynh hướng tình dục trong các lĩnh vực như việc làm, giáo dục, truyền thông và cung cấp hàng hóa và dịch vụ, trong số những người khác, bị cấm. Tuy nhiên, các hộ gia đình do các cặp đồng giới đứng đầu không đủ điều kiện nhận được sự bảo vệ pháp lý tương tự đối với các cặp vợ chồng khác giới.
Vào tháng 5 năm 2014, Tổ chức Ân xá Quốc tế đã xác định Serbia là một trong số các quốc gia thiếu ý chí rõ ràng để giải quyết vấn đề kì thị đồng tính và chuyển giới, lưu ý rằng các cơ quan công quyền đã nhiều lần xua đuổi niềm tự hào trên cơ sở các mối đe dọa bạo lực từ nhóm đồng tính luyến ái. Diễu hành đồng tính đã được tổ chức thành công vào tháng 9 năm 2014 tại Belgrade. Kể từ đó, các cuộc diễu hành tự hào thành công đã được tổ chức hàng năm, với thị trưởng Belgrade và một số bộ trưởng chính phủ thường xuyên tham dự.
Năm 2016, hiệp hội ILGA-Châu Âu đã xếp hạng Serbia thứ 28 về quyền LGBT trong số 49 quan sát được các nước châu Âu.
Vào tháng 6 năm 2017, Ana Brnabić đã trở thành Thủ tướng Serbia, với tư cách là người phụ nữ đầu tiên và là người đồng tính công khai đầu tiên nắm giữ văn phòng, và là nữ lãnh đạo chính phủ LGBT thứ hai (sau Jóhanna Sigurðardóttir của Iceland). Bà cũng là Thủ tướng đầu tiên của Serbia tham dự một cuộc diễu hành niềm tự hào.

## Luật về hoạt động tình dục đồng giới

### Cách mạng Serbia (1804–1813)
Mặc dù luật tôn giáo tồn tại cấm các mối quan hệ và tình yêu đồng giới, các biểu hiện là phổ biến trong cả xã hội Chính thống giáo và Hồi giáo. Biểu hiện chính của tình yêu đồng giới đối với các Kitô hữu Chính thống là các đoàn thể anh em được gọi là "Pobratimstvo" (Adelphopoiesis). Đầu thế kỷ XIX chứng kiến một thời kỳ hỗn loạn tương đối cho Serbia, với thời kỳ ổn định lẻ tẻ. Năm 1804, Serbia giành được quyền tự trị từ Đế quốc Ottoman sau hai cuộc nổi dậy. Karađorđe Bộ luật hình sự (Карађорђев криминални законик) sau đó đã được ban hành bởi Hội đồng tài phán Serbia (Praviteljstvujušči sovjet serbski) đôi khi vào cuối mùa xuân hoặc đầu mùa hè 1807, và vẫn còn hiệu lực cho đến ngày 7 tháng 10 năm 1813, khi Đế quốc Ottoman giành lại quyền kiểm soát Serbia. Bộ luật đã xử phạt một số vấn đề liên quan đến đời sống hôn nhân và tình dục (như cưỡng hôn, cưỡng hiếp, ly thân/ly hôn mà không có sự chấp thuận của tòa án văn thư và vô cùng). Tuy nhiên, nó không đề cập đến hoạt động tình dục đồng giới; và vì vậy đồng tính luyến ái đã trở thành hợp pháp hiệu quả trong thời gian sáu năm.

### Công quốc Serbia (1815–1882)
Năm 1858, Đế quốc Ottoman, trong đó Serbia được gọi là chư hầu, được hợp pháp hóa quan hệ tình dục đồng giới.
Tuy nhiên, những cải cách tiến bộ được giới thiệu bởi Hoàng tử Alexander Karađorđević và Hoàng tử Mihailo đã bị lật đổ khi Miloš Obrenov Obrenović trở lại quyền lực. Trong Bộ luật hình sự hậu trung cổ đầu tiên của Công quốc Serbia, được đặt tên là "Kaznitelni zakon" (Luật hình sự), được thông qua vào năm 1860, quan hệ tình dục "chống lại trật tự tự nhiên" giữa nam giới đã bị trừng phạt 6 tháng. 4 năm tù. Giống như trong các tài liệu pháp lý của nhiều quốc gia khác thời bấy giờ, tình dục đồng tính nữ bị bỏ qua và không được đề cập.

#### Vương quốc Nam Tư (1918–1941)
Năm 1918, Serbia trở thành một phần của Vương quốc Nam Tư. Lúc đầu, nhà nước mới kế thừa một cách hiệu quả các luật khác nhau áp dụng cho các lãnh thổ khác nhau đã liên kết với nhau (thường mâu thuẫn). Cuối cùng, Bộ luật hình sự Nam Tư mới năm 1929 đã cấm "sự dâm ô chống lại trật tự tự nhiên" (giao hợp qua đường hậu môn) giữa cả người dị tính và người đồng tính.

### CHLBXHCN Nam Tư (1945–1992)
Cộng hòa Liên bang Xã hội chủ nghĩa Nam Tư sau đó đã hạn chế hành vi phạm tội vào năm 1959 chỉ áp dụng cho quan hệ tình dục qua đường hậu môn đồng tính; nhưng với mức án tối đa giảm từ 2 đến 1 năm tù.
Vào năm 1977, quan hệ tình dục đồng giới đã được hợp pháp hóa tại Tỉnh tự trị xã hội chủ nghĩa Vojvodina, trong khi quan hệ tình dục đồng giới nam vẫn là bất hợp pháp trong phần còn lại của Cộng hòa xã hội chủ nghĩa Serbia (bao gồm cả Tỉnh tự trị xã hội chủ nghĩa Kosovo). Năm 1990, Vojvodina được tái hợp nhất thành hệ thống pháp lý của Serbia, và đồng tính luyến ái nam một lần nữa trở thành tội phạm hình sự.

### CHLB Nam Tư / Serbia và Montenegro (1992–2003)
Năm 1994, quan hệ tình dục đồng giới nam đã chính thức bị coi thường tại Cộng hòa Serbia, một phần của Cộng hòa Liên bang Nam Tư. Tuổi đồng ý được đặt ở tuổi 18 cho giao hợp qua đường hậu môn giữa nam và 14 cho các thực hành tình dục khác. Một độ tuổi đồng ý bằng 14 sau đó đã được giới thiệu vào ngày 1 tháng 1 năm 2006, bất kể xu hướng tình dục hay giới tính.

## Chống phân biệt đối xử
Cho đến năm 2002, Serbia không có sự bảo vệ pháp lý nào đặc biệt nhắm vào các quyền LGBT.
Năm 2002, Quốc hội đã phê chuẩn Luật phát sóng (tiếng Serbia: Закон о радиодифузији, Zakon o radiosifuziji) trong đó cấm các cơ quan phát thanh truyền hình Serbia truyền bá thông tin khuyến khích phân biệt đối xử, kì thị và bạo lực dựa trên xu hướng tình dục (trong số các loại khác).
Năm 2005, thông qua một sự thay đổi trong Luật lao động (tiếng Serbia: Закон о раду, Zakon o radu), phân biệt đối xử dựa trên xu hướng tình dục trong việc làm đã bị cấm. Cùng năm đó, Nghị viện đã phê chuẩn Luật Giáo dục Đại học (tiếng Serbia: Закон о високом образовању, Zakon o visokom obrazovanju), trong đó đảm bảo quyền bình đẳng bất kể xu hướng tình dục trong các tổ chức đó (trong số các loại khác).
Vào ngày 26 tháng 3 năm 2009, Nghị viện đã phê chuẩn một đạo luật chống phân biệt đối xử thống nhất, được gọi là Đạo luật chống phân biệt đối xử năm 2009 (tiếng Serbia: закон о забрани дискриминације, Zakon o zabrani diskiminacije), trong đó cấm, trong số các loại khác, phân biệt đối xử trên cơ sở xu hướng tình dục và tình trạng chuyển giới trong tất cả các lĩnh vực. Luật định nghĩa cụ thể phân biệt đối xử như sau:
| “ | các thuật ngữ "phân biệt đối xử" và "đối xử phân biệt đối xử" sẽ được sử dụng để chỉ định bất kỳ sự phân biệt đối xử không chính đáng hoặc đối xử bất bình đẳng, nghĩa là [bỏ sót] liên quan đến các cá nhân hoặc nhóm, cũng như các thành viên trong gia đình hoặc những người gần gũi với họ, có thể là công khai hoặc bí mật, trên cơ sở chủng tộc, màu da, tổ tiên, quốc tịch, liên kết quốc gia hoặc nguồn gốc dân tộc, ngôn ngữ, tín ngưỡng hoặc chính trị, giới tính, bản sắc giới tính, khuynh hướng tài chính, sinh sản, đặc điểm di truyền, sức khỏe, khuyết tật, tình trạng hôn nhân và gia đình, tiền án, tuổi tác, ngoại hình, tư cách thành viên trong chính trị, công đoàn và các tổ chức khác và các đặc điểm cá nhân thực sự hoặc được cho là khác | ” |

Vào ngày 5 tháng 7 năm 2011, Nghị viện đã phê chuẩn luật thanh thiếu niên, cấm phân biệt đối xử trên cơ sở khuynh hướng tình dục. Luật pháp quy định các biện pháp và hoạt động được thực hiện bởi chính quyền địa phương nhằm cải thiện tình trạng xã hội của thanh niên và tạo điều kiện để giải quyết các nhu cầu và lợi ích của họ.

### Luật chống phát ngôn chống LGBT
Từ năm 2003, đã có luật (một phần của Luật Thông tin (tiếng Serbia: Закон о јавном информисању, Zakon o javnom informisanju)) cụ thể tại chỗ để chống lại sự phân biệt bằng lời nói dựa trên xu hướng tình dục trong các phương tiện truyền thông. Lệnh cấm tương tự đã hình thành một phần của  Đạo luật phát sóng  được thông qua năm 2002; tuy nhiên, điều đó không bao giờ được quan sát một cách hiệu quả, với Cơ quan phát thanh vô tuyến (một cơ quan chính phủ độc lập) đã không thực hiện bất kỳ hành động nào chống lại những kẻ phạm tội. Nói rộng hơn,  Luật chống phân biệt đối xử năm 2009  nghiêm cấm lời nói căm thù trên cơ sở khuynh hướng tình dục trên toàn xã hội Serbia.

### Luật tội phạm kì thị
Vào ngày 24 tháng 12 năm 2012, Quốc hội Serbia đã phê chuẩn các thay đổi đối với Bộ luật Hình sự để đưa ra khái niệm "tội ác căm thù", bao gồm cả trên cơ sở xu hướng tính dục và bản dạng giới. Bản án đầu tiên theo luật đến vào năm 2018.

## Bản dạng và biểu hiện giới
Vào ngày 28 tháng 7 năm 2011, Quốc hội đã phê chuẩn một sự thay đổi trong Luật Bảo hiểm Y tế (tiếng Serbia: Закон о здравственом осигурању, Zakon o zdravstvenom osiguranju), dựa trên đó các ca phẫu thuật chuyển đổi giới tính đã được bảo hiểm một phần bởi chương trình bảo hiểm y tế cơ bản trên toàn tiểu bang, bắt đầu vào năm 2012.
Vào năm 2012, Thời báo New York tuyên bố Belgrade là một trung tâm phẫu thuật xác định lại giới tính, vì giá cho các thủ tục như vậy thấp hơn nhiều so với các nước láng giềng và phương Tây.
Trước năm 2019, người chuyển giới ở Serbia chỉ được phép thay đổi giới tính hợp pháp sau khi trải qua chuyển đổi giới tính. Kể từ năm 2019, có thể thay đổi giới tính hợp pháp với sự xác nhận từ bác sĩ tâm thần và bác sĩ nội tiết, mà không cần trải qua bất kỳ thủ tục phẫu thuật nào. Bảo hiểm y tế do chính phủ tài trợ chi trả tới 65% ca phẫu thuật, phần còn lại được tài trợ bởi bệnh nhân. Theo Jovanka Todorović, điều phối viên chương trình tại Gayten-LGBT, khoảng 80% người chuyển giới Serbia không sẵn sàng trải qua phẫu thuật. Thay vào đó, một số người chọn sử dụng liệu pháp thay thế hormone, vốn không được tài trợ bởi bảo hiểm y tế.

## Điều kiện xã hội

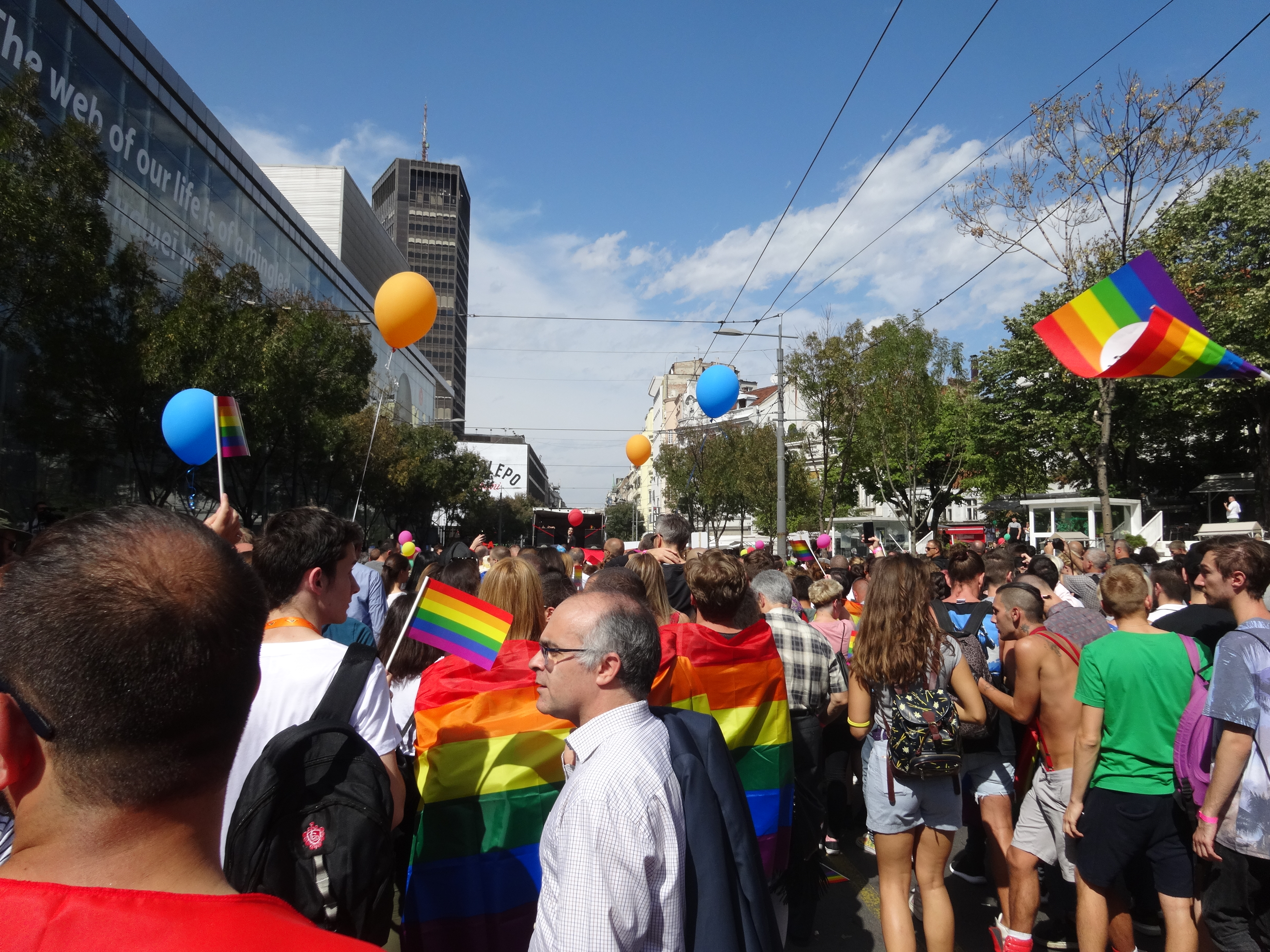
Cuộc diễu hành Belgrade Pride 2017

Đồng tính nam và đồng tính nữ tiếp tục đối mặt với sự phân biệt đối xử và quấy rối ở Serbia. Phần lớn người dân Serbia giữ thái độ mạnh mẽ chống lại đồng tính luyến ái. Đã có rất nhiều trường hợp bạo lực đồng tính bạo lực, cực đoan nhất trong Niềm tự hào đồng tính Belgrade đầu tiên vào năm 2001.
Một số sự kiện niềm tự hào đã phải bị hủy bỏ. Ngày tự hào lễ kỷ niệm tại Belgrade năm 2004 và một lễ khác trong Novi Sad năm 2007, đã bị hủy vì sự hợp tác thất bại giữa các nhà hoạt động, hoặc không thể cung cấp sự an toàn đầy đủ chống lại bạo lực do hạn chế về nguồn lực. Niềm tự hào Belgrade 2009 cũng bị hủy vì lý do tương tự, vì cảnh sát không thể đảm bảo an toàn cho những người tham gia. Cuộc diễu hành Belgrade Pride lần thứ hai đã diễn ra vào ngày 10 tháng 10 năm 2010, với sự tham gia của khoảng một ngàn người. Tuy nhiên, nó đã gặp phải phản ứng dữ dội lên đến đỉnh điểm trong bạo loạn chống đồng tính ở Belgrade với sự tham dự của 6.000 người biểu tình chống đồng tính và các thành viên nhóm dân tộc cực đoan.
Sách giáo khoa y tế chính thức phân loại đồng tính luyến ái theo "lệch lạc và rối loạn tình dục" đã được lưu hành và sử dụng rộng rãi. Sau nhiều lần yêu cầu làm như vậy, Hiệp hội Y khoa Serbia cuối cùng đã tuyên bố rằng xu hướng đồng giới không phải là một căn bệnh trong một lá thư chính thức gửi Labris, một tổ chức LGBT của Serbia, vào năm 2008, đồng tính luyến ái đã bị xóa khỏi danh sách bệnh chính thức từ năm 1997, khi Serbia bắt đầu áp dụng ICD-10.
Việc bảo vệ người LGBT ở Serbia còn phức tạp hơn bởi sự tồn tại của các hiệp hội dân tộc và tân nazi khác nhau như "Obraz", "1389" và "Stormfront", được hỗ trợ bởi một số đảng chính trị cánh hữu. Đôi khi, các nhóm này đã khiến các mối đe dọa của họ đối với người LGBT được biết đến công khai, mặc dù truyền thông và cảnh sát đang ngày càng phản ứng để ngăn chặn các mối đe dọa đó một cách công khai.
Sự phát triển của quyền và văn hóa LGBT ở Serbia được hỗ trợ bởi các trang web LGBT như GayEcho và Gay-Serbia và lâu đời nhất Adriatic LGBT Activism mailing list Lưu trữ ngày 10 tháng 2 năm 2013 tại archive.today trong khu vực.

### 2016-hiện tại
Vào tháng 8 năm 2016, Ana Brnabić được bổ nhiệm làm Bộ trưởng Hành chính công và Chính quyền địa phương, trở thành bộ trưởng đồng tính nữ công khai đầu tiên ở Serbia. Vào tháng 6 năm 2017, Tổng thống Serbia Aleksandar Vučić đã bổ nhiệm Brnabić làm Thủ tướng. Cô đã tuyên thệ vào ngày 29 tháng 6 năm 2017. Cuộc hẹn của cô đã nhận được sự chỉ trích và phản đối từ cả hai nhóm cánh tả và cánh hữu. Các nhóm cánh tả cáo buộc Brnabić là "con rối" đối với Tổng thống và xu hướng tính dục của cô sẽ phục vụ như một sự che đậy cho các vi phạm nhân quyền. Các nhóm phải phản đối đề cử của cô vì xu hướng tính dục của cô.
Vào tháng 9 năm 2017, Thủ tướng Brnabić đã tham gia cuộc diễu hành tự hào ở Belgrade. Tại sự kiện, Brnabić cho biết:
Chính phủ có mặt ở đây cho mọi công dân và sẽ bảo đảm sự tôn trọng quyền của mọi công dân

Vào tháng 2 năm 2019, Milica Đurđić, đối tác của Branbić, đã hạ sinh một đứa con trai tên là Igor. Theo Agence France-Presse, "Ana Brnabić là một trong những thủ tướng đầu tiên có bạn đời đã sinh con khi còn đương chức... và là người đầu tiên trên thế giới trong một cặp vợ chồng đồng giới".

### Công nhận tị nạn
Năm 2019, tị nạn được cấp cho một người đàn ông đồng tính trẻ tuổi người Iran trên cơ sở xu hướng tính dục của anh ta.

## Dư luận
Theo Ủy viên Bảo vệ Bình đẳng, nghiên cứu được thực hiện vào năm 2012 cho thấy 48% người Serb tin rằng đồng tính luyến ái là một căn bệnh.
Theo một cuộc thăm dò năm 2017 do ILGA thực hiện, 59% người đồng tính nữ đồng ý rằng người đồng tính nam, đồng tính nữ và song tính nên được hưởng các quyền giống như người thẳng, trong khi 24% không đồng ý. Ngoài ra, 64% đồng ý rằng họ cần được bảo vệ khỏi sự phân biệt đối xử nơi làm việc. 21% cho rằng những người có mối quan hệ đồng giới nên bị buộc tội là tội phạm, trong khi 55% không đồng ý. Đối với người chuyển giới, 63% đồng ý rằng họ nên có quyền như nhau, 65% tin rằng họ nên được bảo vệ khỏi sự phân biệt đối xử việc làm và 51% tin rằng họ nên được phép thay đổi giới tính hợp pháp của mình. Ngoài ra, phần lớn người đồng tính nữ sẽ chấp nhận người hàng xóm LGBT.

## Bảng tóm tắt
| Hoạt động tình dục đồng giới hợp pháp                                           | (Toàn quốc từ năm 1994; Vojvodina từ 1977-1990) |
| Độ tuổi đồng ý cân bằng (14)                                                    | (Từ năm 2006)                                   |
| Luật chống phân biệt đối xử trong việc làm                                      | (Từ năm 2005)                                   |
| Luật chống phân biệt đối xử trong việc cung cấp hàng hóa và dịch vụ             | (Từ năm 2009)                                   |
| Luật chống phân biệt đối xử trên các phương tiện truyền thông                   | (Từ năm 2002)                                   |
| Luật chống phân biệt đối xử trong tất cả các lĩnh vực khác                      | (Từ năm 2009)                                   |
| Luật tội phạm kì thị bao gồm khuynh hướng tình dục và bản sắc giới              | (Từ năm 2012)                                   |
| Hôn nhân đồng giới                                                              | (Hiến pháp cấm từ năm 2006)                     |
| Công nhận các cặp đồng giới                                                     | No                                              |
| Con nuôi cho người độc thân bất kể xu hướng tình dục                            | Yes                                             |
| Con nuôi của các cặp đồng giới                                                  | No                                              |
| Con nuôi chung của các cặp đồng giới                                            | No                                              |
| Người đồng tính nam, đồng tính nữ và song tính được phép phục vụ trong quân đội | (Từ năm 2005)                                   |
| Quyền thay đổi giới tính hợp pháp                                               | Yes                                             |
| Truy cập IVF cho các cặp đồng tính nữ                                           | No                                              |
| Làm cha mẹ tự động cho cả hai vợ chồng sau khi sinh                             | No                                              |
| Đồng tính luyến ái được loại khỏi danh sách bệnh                                | (Từ năm 1997)                                   |
| Chuyển đổi giới tính được loại khỏi danh sách bệnh                              | No                                              |
| Liệu pháp chuyển đổi bị cấm ở trẻ vị thành niên                                 | No                                              |
| Mang thai hộ thương mại cho các cặp đồng tính nam                               | (Cấm cho các cặp vợ chồng dị tính cũng vậy)     |
| NQHN được phép hiến máu                                                         | / (Thời gian trì hoãn 6 tháng)                  |